# Bafomet

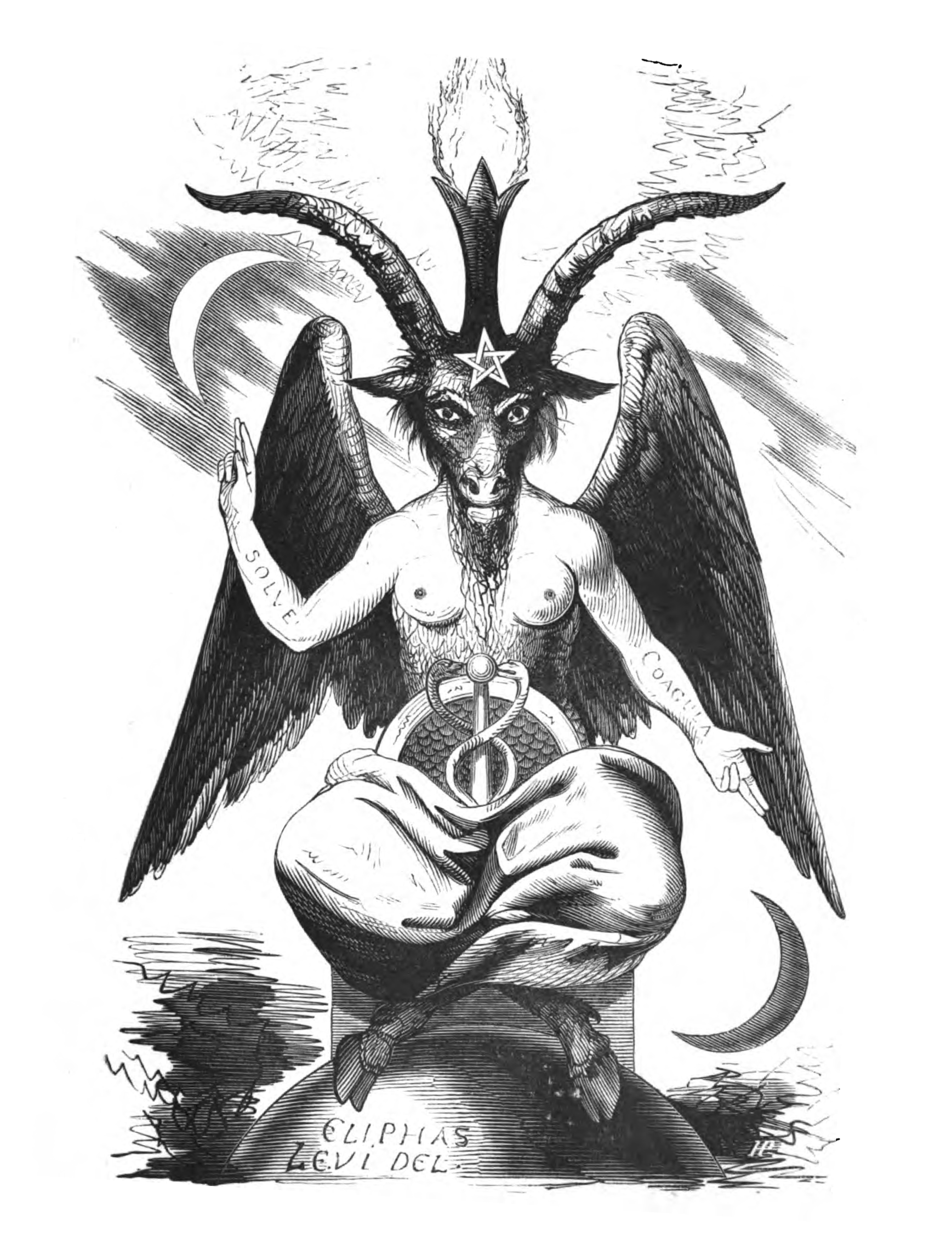
Bafomet, d'Eliphas Lévi; als braços apareixen els mots llatins SOLVE ('dissol') i COAGULA ('uneix')

Bafomet és un ídol pagà venerat dins els cercles propers a l'ocultisme, fruit d'una figura medieval del folklore associat al dimoni. Com el diable, hom el sol representar amb un cap de cabra i banyes. Cosa que canvia segons l'època o indret és la marca que porta al seu ventre: pot ésser una creu (associada als templers), símbols de fertilitat com els antics déus prehistòrics o bé l'aparença d'un monstre, amb pèl abundós.
Alguns estudiosos fan derivar el seu nom d'una corrupció de Mahoma. L'acusació d'infidelitat d'aquells que honoraven el seu nom pot ésser l'origen d'aquesta divinitat demoníaca. Segons Hugh Schonfield és un codi que amaga el mot sophia (saviesa), cas en el qual caldria cercar-ne l'origen als cercles gnòstics perseguits.
Apareix també en confessions d'acusats d'heretgia, probablement fruit de l'expansió de les llegendes sobre el seu poder. Des de llavors ha esdevingut una icona de la cultura popular i apareix com a personatge de videojocs (Ragnarok Online)